# Love Me Do/P.S. I Love You
"Love Me Do"/"P.S. I Love You" er den første officielle singleudgivelse fra The Beatles. 
Den udkom på Parlophone den 5. oktober 1962 (nogle siger, at det var den 4. oktober), og den kom på top 20, hvor den opnåede en 17. plads som den højeste placering, en god placering for en debutsingle.

## Komposition
"Love Me Do" er primært komponeret af Paul McCartney i 1958–1959. John Lennon har bidraget med B-stykket. Sangen er krediteret som Lennon-McCartney. Lennon har sagt, at det var Pauls sang, og at han kan huske den  fra Hamburg-perioden længe før de blev sangskrivere. Han har også sagt, at han hjalp til med B-stykket. McCartney har dog sagt, at nummeret er et komplet samarbejde imellem de to. 
"P.S. I Love You" er skrevet af Paul McCartney i 1962, da han var i Hamburg. Han siger selv, at det stort set er hans, hvilket John Lennon også har bekræftet. Nummeret er dog krediteret som Lennon-McCartney. 

## Indspilning
Singlen blev produceret af George Martin, der løbende ændrede arrangement og finesser, da han ikke var imponeret over musikken, men godt kunne fornemme, at der var noget nyt og spændende at bygge videre på – specielt deres sound på det tidspunkt. Parlophone ledte faktisk desperat efter, at nogle som Beatles skulle dukke op.
"Love Me Do", der som allerede nævnt, primært er skrevet af Paul McCartney (krediteret som Lennon-McCartney), starter med en bluesagtig mundharmonika, spillet af John Lennon, hvilket helt klart var en af de ting, der gjorde, at nummeret var unikt og havde en interessant sound. Det blev indspillet i tre forskellige versioner med tre forskellige trommeslagere:
- Den første indspilning var den 6. juni 1962. Det var ved deres audition hos EMI, og det var på det tidspunkt med Pete Best på trommer. Denne version blev ikke officielt udgivet før på Anthology 1 fra 1995.
- Den 4. september 1962 var der endelig en ny indspilningsdag. Pete Best var blevet fyret og erstattet af Ringo Starr på det tidspunkt. Efter 17 indspilninger af "Love Me Do" var George Martin tilsyneladende tilfreds.
- Da B-siden skulle indspilles den 11. september 1962, viste det sig, at der pludselig var en anden trommeslager til stede. George Martin havde hyret en erfaren studietrommeslager ved navn Andy White bare for at være på den sikre side, og han var ikke helt tilfreds med Ringos præstation. "P.S. I Love You" blev indspillet med White på trommer og Ringo på maracas. Senere indspilledes "Love Me Do" igen med White på trommer og Ringo på tamburin.

Det var imidlertid Ringo Starr-versionen, der blev udsendt på de første udgivelser af singlen. Udgaven kan f.eks. findes på opsamlingsalbummet Past Masters, Volume One. Andy White-versionen er på Beatles debutalbum Please Please Me.

## Yderligere baggrundshistorie

### Første studiebesøg
Den allerførste gang, Beatles besøgte EMI studierne den 6. juni 1962, indspillede de fire numre efter en hel del øvning og præsentation af et stort materiale.  Det første realitetstjek kom, da deres udstyr blev testet af teknikerne. Tekniker Norman Smith har fortalt, at udstyret støjede, brummede og forvrængte så meget, at noget af det måtte skiftes ud. De spillede numre var "Besame Mucho" og tre Lennon-McCartney kompositioner: "Love Me Do", "P.S I Love You" og "Ask Me Why". De blev angiveligt indspillet i den rækkefølge. Indspilningerne var under ledelse af George Martins assistent Ron Richards. George Martin selv blev først involveret, da Norman Smith blev berørt af "Love Me Do" og sendte bud efter ham. Martin blev der resten af aftenen.
George Martin blev tiltrukket af den rå lyd, der var i Johns mundharmonikaspil, men ellers var han ikke særlig imponeret over det, han hørte. Han begyndte at komme med forslag til arrangement mm., og da indspilningerne var færdige, blev The Beatles kaldt ind til feedback. Det var ikke særlig rart for dem. George Martin holdt et lang foredrag om deres mangler, specielt deres mangel på professionalisme. Han var særdeles direkte og tydelig vedrørende deres udstyrs forfatning og Pete Best's trommespil. Efter at have give dem forslag til ændringer for at blive gode pladekunstnere, og da de ikke sagde noget, gav George Martin dem en chance for at svare ved at spørge om, der var noget, de ikke kunne lide. Efter et lille stykke tid svarede George Harrison: "Godt, til at begynde med, så kan jeg ikke lide dit slips". Det brød isen, og der blev grinet meget. De andre begyndte også at lave jokes og stemningen vendte. De kunne have tabt alt på gulvet, men Martin besluttede sig til at give dem en pladekontrakt angiveligt mere på grund af deres karisma end deres musik.

### Andet studiebsøg
Efter halvfems dages venten vendte Beatles tilbage til deres anden indspilningsdag den 4. september 1962. Der blev øvet meget i løbet af eftermiddagen. Seks sange blev kørt igennem. Den ene var allerede valgt: "How Do You Do It", skrevet af Mitch Murray. George Martin insisterede på, at det skulle blive The Beatles' første single, da han mente, at der manglede materiale med hit-status. Han var samtidig af den opfattelse, at dette nummer var en sikker nr. 1 på hitlisten. "Love Me Do" og "Please, Please Me" var også imellem de øvede numre. The Beatles omarrangerede Mitch Murrays version, og det blev indspillet et utal af gange. Der var ikke meget ambition at finde i de indspilninger, så til sidst forstod George Martin budskabet og valgte at give Lennon-McCartney-kompositionerne en chance. "How Do You Do It" forblev dog stadig efter George Martins opfattelse et emne.

### Tredje studiebesøg
The Beatles blev inviteret til London for at indspille deres første UK single ugen efter - den 11. september 1962, og indspilningerne var under ledelse af Ron Richards, da George Martin ikke var til stede før sent. Det var en begivenhedsrig dag, og The Beatles (ikke mindst Ringo) blev noget overraskede over at erfare, at man havde hyret Andy White - "a professional drummer", som han blev benævnt til stor irritation for Ringo, der jo havde spillet i mange år. Denne oplevelse plagede Ringo i årevis. Andy White havde været i tankerne hos George Martin allerede efter Beatles allerførste besøg, idet han ikke ville tillade, at Pete Best deltog i nogle indspilninger. George Martin havde bedt Ron Richards om at engagere Andy White til denne dag. Da Beatles havde sagt nej til "How Do You Do It" og samtidig var kommet med "P.S. I Love You", blev det besluttet at gå videre med sidstnævnte, som George Martin mente havde så meget potentiale, at den skulle være A-side. "P.S. I Love You" blev indspillet med White på trommer og Ringo på maracas. Senere indspilledes "Love Me Do" igen med White på trommer og Ringo på tamburin. Efter mixing blev det alligevel "Love Me Do", der blev A-side, og singlen "Love Me Do"/"P.S. I Love You" blev færdiggjort. Som allerede nævnt var det indspilningen af "Love Me Do" fra den 4. september med Ringo på trommer, der blev publiceret på denne første udgivelse, som blev udsendt den 5. oktober 1962. De senere udgivelser af singlen og på albummet Please Please Me er det Andy White versionen, da båndet fra den 4. september højst sandsynligt er blev slettet ifølge normal praksis, hvor man slettede de originale to-spors sessionsbånd til singler, når de var blevet "mixet ned" til det (normalt mono) masterbånd, der blev brugt til at trykke plader med.
George Martin mente helt klart, at "How Do You Do It" ville blive nr. 1 på hitlisten, og arbejdede på, at det skulle være Beatles næste single. Beatles sagde stadig nej, og George Martin fortalte dem, at de sagde nej til et hit, og at de så måtte skrive noget, der var bedre. Ellers ville den gængse Tin Pan Alley-praksis, hvor gruppen skulle indspille sange af professionelle sangskrivere (som var standardprocedure dengang og stadig er almindelig i dag) blive fulgt. Efter at have hørt deres optagelse af "Please, Please Me" var han dog overbevist om, at de havde gjort det, hvis de dog satte tempoet op og arbejdede med nogle tættere harmonier. Dette passede The Beatles rigtig godt, da de helst ville have egenkompositioner på deres singler (både A- og B-sider). Dette er da også blevet tilfældet. Ingen af deres singler har coverversioner. En krølle på historien vedrørende "How Do You Do It" er, at da Gerry and the Pacemakers senere indspillede nummeret som deres første single, var det Beatles' omarrangement og ikke Mitch Murrays, de kopierede. Nummeret nåede som forventet førstepladsen på hitlisten i denne version.

## Musikere
Singleversionen fra 5. oktober 1962 og Past Masters, Volume One
- John Lennon – mundharmonika, sang
- Paul McCartney – bas, sang
- George Harrison – akustisk guitar
- Ringo Starr – trommer (på A-siden), maracas (på B-siden)
- Andy White – trommer (på B-siden)

Senere singleversioner og albummet Please Please Me
- John Lennon – mundharmonika, sang
- Paul McCartney – bas, sang
- George Harrison – akustisk guitar
- Ringo Starr – tamburin (på A-siden), maracas (på B-siden)
- Andy White – trommer

Første audition (kun "Love Me Do"), der er på Anthology 1
- John Lennon – mundharmonika, sang
- Paul McCartney – bas, sang
- George Harrison – elektrisk guitar
- Pete Best – trommer